# كير نيلسون
كير نيلسون (بالإنجليزية: Kerr Neilson) هو شخصية أعمال أسترالي، ولد في 1949 في جوهانسبرغ في جنوب أفريقيا.